# 平岡宏一
平岡 宏一（ひらおか こういち 、1961年 - ）は、大阪府出身の教育者（清風中高校長、学校法人清風学園専務理事）、チベット密教研究者、チベット語通訳者。

## 概要
1961年、平岡英信（学校法人清風学園理事長）の長男に生まれる。清風高等学校、早稲田大学第一文学部卒業。

### 職歴
学校法人清風学園専務理事、清風中学校・高等学校の校長、大阪商業大学講師、種智院大学、高野山大学非常勤講師。

### チベット・ギュメ寺との関わり
1985年、種智院大学の訪問団の一員として、インド南部カルナータカ州バンガロール郊外フンスールにあるギュメ密教大学を訪問。ギュメの窮状を父に報告したところ、父の英信は施主（檀越、僧伽を支えるパトロン）としてギュメの支援に乗り出す。その後、1988年－1989年にギュメに留学、ロプサン・ガワン(1937-2009, ギュメ管長(位2000-2003))に師事。
その後、高野山大学大学院博士課程（密教学専攻）単位取得後退学。2020年に『秘密集会タントラ概論』にて博士（密教学）（高野山大学、乙種）。チベット密教に関する著書、論文等が多く、また、チベット語を得意とし、日本でのチベット僧の講演においてしばしば通訳を担当する。
以下、チベット関係の業績
1. ダライラマ法王来日時の通訳
2. ゲルク派の高僧たちを招いての法話・灌頂会の開催
3. 秘密集会タントラに関連して
  - 灌頂会開催にむけた事前学習会（種智院大学における2013年度SAMAYA21の寄付講座として）
  - 灌頂会開催にむけた事前学習会（種智院大学における2016年度SAMAYA21の寄付講座として）
  - 『秘密集会タントラ概論』の出版（2018）
4. チッタマニターラ灌頂と行法伝授に関連して
  - ロサン・デレ師を灌頂会の金剛阿闍梨として勧請，2014年
  - 「チッタマニターラ尊成就法」の行法伝授（生起次第）（2014年度,種智院大学におけるSAMAYA21の寄付講座）
  - 「正受者」の一人としてダライラマ14世法王を灌頂会の金剛阿闍梨として勧請（2016.11.1-3）
  - 「チッタマニターラ尊成就法」の行法伝授（生起次第）（2017年度前期,種智院大学におけるSAMAYA21の寄付講座）
  - 「チッタマニターラ尊成就法」の行法伝授（究竟次第）（2018年度前期,種智院大学におけるSAMAYA21の寄付講座）
5. シャーンティデーヴァ「入菩薩行論」講読会
  - 「校長室勉強会」（会場；清風学園校長室）
  - 「Samayaプロジェクト21仏教講座」（会場；泉涌寺雲龍院）

## 家族
平岡宕峯は祖父、平岡英信は父。

## 著書
- 『秘密集会タントラ概論』（法蔵館,2018）ISBN 978-4-8318-6370-6
- 『ゲルク派版 チベット死者の書』（学習研究社）
Esoterica selection庫, 1994. ISBN 9784054004542
学研M文庫, 2001. ISBN 978-4-05-901032-6
- 『男の子のやる気を引き出す 朝のことば』（総合出版ビジネス社,2020）ISBN 978-4-8284-2203-9
- 『運命を好転させる隠された教え チベット仏教入門』（幻冬舎,2021）ISBN 978-4344038172

### 共著
- 「第4章幻身」,立川武蔵・頼富本宏編『チベット密教』（シリーズ密教第2巻,春秋社,2005).　ISBN 9784393112526
- 平岡 宏一,立川武蔵,井村宏次,石濱裕美子,不二龍彦ほか編『チベット密教の本』（Books Esoterika第11号,学研プラス,1994）ISBN 978-4-0560-0715-2

### 論文
- CiNii>平岡宏一

## 関連文献
- 私学公論編集部『幻の「ギュメ寺」を蘇らせた男　チベット密教最高の学問寺に平岡英信は何を見たのか』（私学公論社，2001）ISBN 4-916001-03-6
- 石濱裕美子『ダライ・ラマと転生　チベットの「生まれ変わり」の謎を解く』（扶桑社新書、2016年）ISBN 978-4594075033